# Zenfar: The Adventure
Zenfar: The Adventure est un jeu vidéo de rôle développé par Dynamic Adventures et édité par Crystal Interactive Software, sorti en 2001 sur Windows.

## Accueil
À sa sortie, le jeu reçoit la note de 10 % sur le site Absolute Games.
Le jeu est cité en 2018 dans le dossier de Canard PC « Les Nanars du jeu de rôle : Une contre-histoire du RPG » en raison notamment de ses « bugs en pagaille » et de son « doublage amateur ».